# Davis (Metro de Boston)
Davis es una estación en la línea Roja del Metro de Boston. La estación se encuentra localizada en Holland Street & Elm Street en Somerville, Massachusetts. La estación fue inaugurada el 4 de diciembre de 1984. 

## Descripción
La estación cuenta con 1 plataforma central y 2 vías. 

## Conexiones
La estación es abastecida por las siguientes conexiones: 
- Rutas del MBTA Bus: 87, 88, 89, 90, 94, 96